# پل کوچولو
پل کوچولو یک مجموعه تلویزیونی فرانسوی است که در سال ۱۳۶۷ از شبکه ۱ صدا و سیما به نمایش در آمد. این سریال، با نام اصلی دانه گزنه (Graine d'ortie)، برای اولین بار در اول ژوئن ۱۹۷۳ از کانال ORTF فرانسه پخش شد.

صحنه‌ای از تیتراژ آغازین سریال پل کوچولو

این سریال بر اساس کتابی به همین نام (دانه گزنه) نوشته پل واگنر (Paul Wagner) ساخته شده است که الهام گرفته از زندگی خود اوست. سریال پل کوچولو در سیزده قسمت ۲۶ دقیقه‌ای ساخته شده است.

## خلاصه
مادر جوانی پسر نوزادش به نام پل را به پرورشگاه می‌سپارد. وقتی پل کمی بزرگتر می‌شود، به خانواده‌های بسیاری داده می‌شود تا یکی از آنها سرپرستی او را قبول کند. اما همین که در جایی احساس راحتی می‌کند و فکر می‌کند که خانه خود را پیدا کرده است، مشکلی پیش می‌آید و دوباره باید به پرورشگاه برگردد. سریال با حمله نازیها به فرانسه پایان می‌یابد.